# Weraroa novae-zelandiae
Weraroa novae-zelandiae är en svampart som först beskrevs av Gordon Herriot Cunningham, och fick sitt nu gällande namn av Rolf Singer 1958. Weraroa novae-zelandiae ingår i släktet Weraroa och familjen Strophariaceae.   Inga underarter finns listade i Catalogue of Life.

## Källor

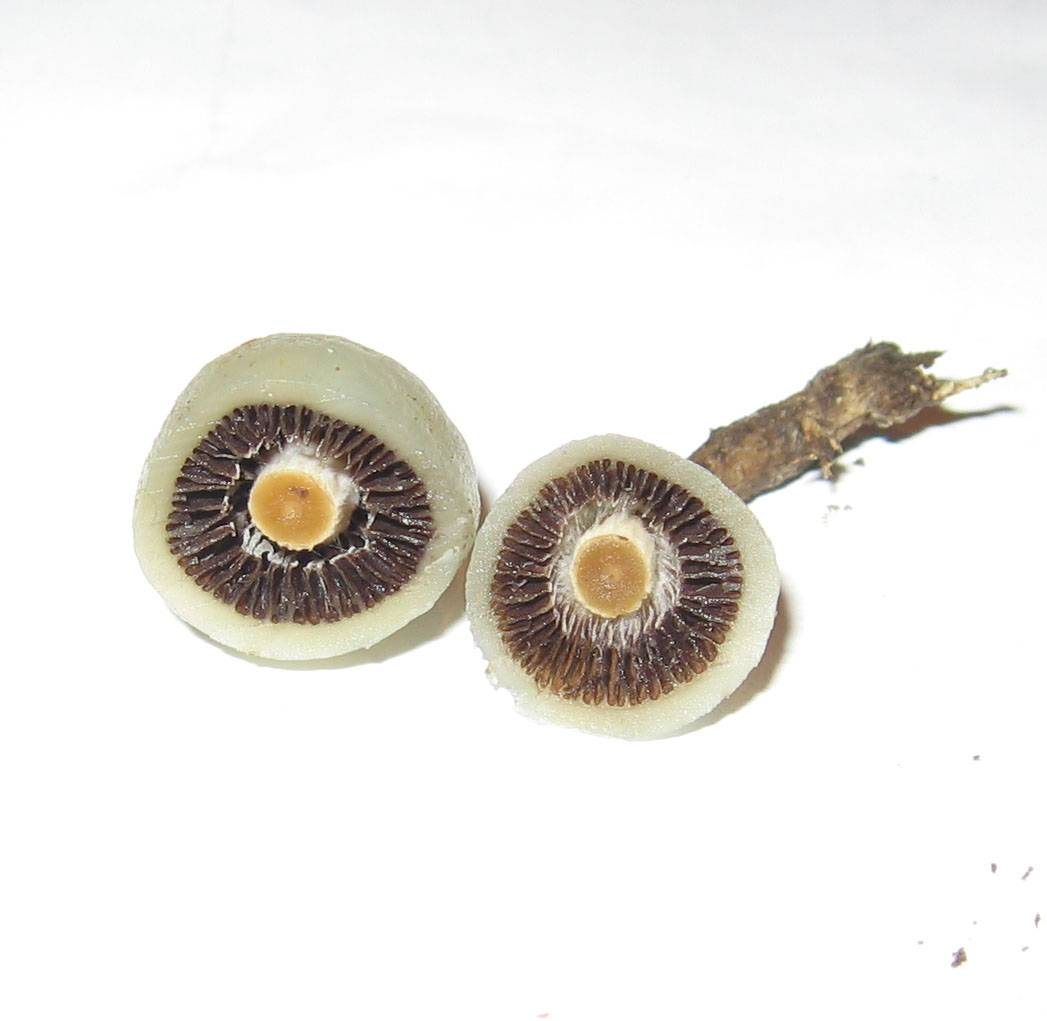